# François Naville
Pour les articles homonymes, voir Naville.
François Naville, né le 14 juin 1883 à Neuchâtel, mort le 3 avril 1968 à Genève, est un médecin suisse, directeur de l'Institut médico-légal de l'Université de Genève. Il est le seul expert vraiment neutre de la Commission internationale Katyn enquêtant sur le massacre de Katyń par les Soviétiques de quelque 22 000 prisonniers de guerre polonais, principalement des officiers de l'armée polonaise, arrêtés et emprisonnés au cours de la double invasion soviétique et allemande de la Pologne. Leurs corps ont été découverts dans une série de grandes fosses communes dans la forêt près de Smolensk en Russie, à la suite de l'opération nazi allemande Barbarossa,,.

## Biographie
Avec une lointaine ascendance française, François Naville est issu de la bourgeoisie genevoise. Parmi ses ancêtres paternels, on trouve : 
François Marc Louis Naville (1784-1846), pasteur et éducateur (son arrière-grand-père)
Ernest Naville (1816-1909), théologien et philosophe (son grand-père)
Adrien Naville (1843-1930), professeur (son père),.
François Naville suit ses études secondaires à Genève, à l'issue desquelles il obtient la maturité en 1901. Contre l'avis des siens, il décide de faire des études de médecine à l'université de Genève et dans d’autres universités, suisses et étrangères. Il fait des stages à Paris et Munich, et obtient son doctorat en 1910 après une thèse sur l'aliénation mentale. Il se spécialise alors en neurologie et en psychiatrie infantile. Il s'oriente ensuite vers la criminologie clinique, et devient professeur de médecine légale en 1928, puis directeur de l’Institut de médecine légale à l’université de Genève en 1934, ce qui lui vaudra d'être un des experts intervenant dans l'affaire de Katyn en 1943, et d'entrer ainsi dans l'histoire. Son cursus se poursuit comme président du Conseil de surveillance psychiatrique et médecin-inspecteur des classes d’enfants anormaux du canton de Genève, ainsi que président de la Société suisse de neurologie entre 1930 et 1932, et doyen de la faculté de médecine de Genève de 1948 à 1950.
Retiré en 1956, il est cependant appointé comme expert dans l'affaire Jaccoud qui se déroule entre 1958 et 1960, et procède à l'autopsie de la victime.
Il meurt subitement en 1968,.

## Affaire de Katyn

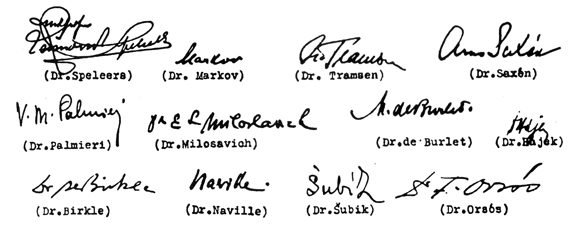
Signatures des membres de la commission internationale Katyn, 30 avril 1943

« Le 13 avril 1943 la radio allemande communique la découverte du charnier contenant des cadavres d’officiers polonais dans la forêt de Katyn, près de Smolensk. Les recherches ultérieures montrent qu’il s’agit d’officiers emprisonnés par les Russes en automne 1939, qui n’avaient pas donné de leurs nouvelles depuis le printemps 1940. Le CICR refuse de s’occuper de cette affaire sans accord préalable de l’Union soviétique. À la suite de ce refus, les Allemands, de leur propre gré, réunissent une commission d’experts internationale et chargent celle-ci d’examiner les fosses communes à Katyn ».
Le professeur François Naville, directeur de l’Institut de médecine légale de l’Université de Genève, sans avoir ni le soutien ni l'interdiction du Conseil fédéral, accepte cette invitation, attiré par l'intérêt scientifique que présente cette affaire sur le plan médico-légal.
« [Il] est le seul expert vraiment neutre dans cette commission. Fin avril 1943 ses membres visitent les fosses communes à Katyn et concluent que les exécutions ont eu lieu au printemps 1940, c’est-à-dire dans la période où ce territoire se trouvait sous contrôle soviétique ».
En avril 1946, appelé à la barre de Nuremberg par Göring afin de réaffirmer l’innocence des Allemands à Katyn, il refuse de s'y rendre, sans toutefois revenir sur ses conclusions, malgré de nombreuses pressions, en particulier de la part des Soviétiques,.
« Le 11 septembre 1946, au Conseil d’État de Genève, le député du parti du travail (communiste) M. Jean Vincent pose la question sur le rôle joué par le professeur Naville, dans « l’Affaire de Katyn ». M. Vincent lui reproche d’avoir accepté de se rendre à Katyn et prétend que le massacre de Katyń était l’œuvre des Allemands eux-mêmes. Dans sa réponse le professeur Naville décrit les conditions d’appel et d’acceptation de sa mission et maintient les conclusions d’expertise de 1943. Il déclare qu’en signant le rapport sur Katyn il n’a « nullement cherché à rendre service aux Allemands, mais exclusivement aux Polonais et à la vérité ».
Il ne trouve, malheureusement, ni compréhension, ni soutien de la part du CICR et du Département politique fédéral. Ces institutions ont agi d’une façon strictement pragmatique, avec le seul but de ne pas offenser le gouvernement soviétique et d’éviter les complications diplomatiques. Elles voulaient « ne pas savoir » qui était responsable du massacre de Katyn. C'est seulement en 1990 que la découverte du professeur Naville est acceptée et confirmée par les autorités soviétiques »,.
Cette affaire l'aura marqué à tel point qu'il déclarait « avoir souffert toute sa vie d'avoir participé en 1943 à la Commission constituée par l'Allemagne pour déterminer les auteurs du massacre de Katyn et ayant révélé la vérité, alors niée par l'URSS ».
Après sa mort, sa famille verse au CICR ses archives relatives à sa participation à cette commission d'enquête internationale constituée en 1943 (28-30 avril) par l'Allemagne.

## Publications médicales
- 1910 : Du rôle des classes spéciales dans l'éducation des enfants anormaux et de leur organisation actuelle, à Genève en particulier
- 1914 : L'éducation des enfants anormaux en Suisse
- 1917 : Étude anatomique du névraxe dans un cas d'idiotie familiale amaurotique de Sachs
- 1919 : Notice nécrologique sur le docteur Paul-Louis Ladame, de Genève
- 1924 : Titres et publications du Dr François Naville
- 1925 : Note sur l'arriération mentale du type malais (variété de l'arriération mongolienne)
- 1926 : Note sur quelques cas de paragraphie infantile
- 1928 : Institute of Legal Medicine at Geneva
- 1932 : L'action des électrocutions industrielles sur le système nerveux
- 1932 : Symptômes neurologiques consécutifs aux électrocutions industrielles : rapport présenté au Congrès international de neurologie de Berne
- 1935 : Contribution à l'étude des équivalents épileptiques chez les enfants
- 1937 : Aperçu sur l'histoire de la médecine à Genève
- 1937 et 1938 : Aperçu sur l'histoire de la médecine à Genève
- 1938 : Résumé des publications de F. Naville, professeur ordinaire de médecine légale à l'Université de Genève
- 1944 : La prévention de la délinquance primaire
- 1946 : Le secret professionnel des médecins[11].

## Distinctions et hommages
- Commandeur de l'ordre du Mérite de la république de Pologne (à titre posthume, par ordonnance du président de la république Lech Kaczyński[12] en date du 14 mars 2007)[13],[14].
- Un film documentaire polonais de 2014 réalisé par Grażyna Czermińska, intitulé Poświęcając życie prawdzie (« Consacrer sa vie à la vérité »), traite du sort des membres de la commission d'enquête internationale Katyń après 1943, notamment de François Naville[15].

### Sources
: document utilisé comme source pour la rédaction de cet article.
- (en) Cet article est partiellement ou en totalité issu de l’article de Wikipédia en anglais intitulé « François Naville » (voir la liste des auteurs).
- Henri de Montfort, Le massacre de Katyn : crime russe ou crime allemand ?, 1966, 242 p. (OCLC 1121675622, BNF 33104201, lire en ligne), p. 39, 49-66, 107, 141, 151-152, 178.
- Kazimierz Karbowski (de), « Professeur François Naville (1883 - 1968) : Son rôle dans l’enquête sur le massacre de Katyn » [PDF] (Texte élargi des conférences du 31 octobre 2002 à l’Université des aînés de langue francaise à Berne (UNAB), ainsi que du 14 novembre 2002 à la Société d’Histoire et d’Archéologie à Genève), sur archive.wikiwix.com, 2002 (consulté le 15 décembre 2021). .
- Vincent Monnet, Université de Genève, « Tête chercheuse : François Naville, un savant face à l’histoire », Campus – Le magazine scientifique de l'UNIGE, no 88,‎ novembre 2007 – janvier 2008 (lire en ligne, consulté le 16 décembre 2021). .